# Bellamya monardi
Bellamya monardi es una especie de molusco gasterópodo de la familia Viviparidae en el orden de los Mesogastropoda.

## Distribución geográfica
Se encuentra en Angola y Namibia. 